# Deltoide
En geometría, un deltoide o cometa es un cuadrilátero no regular. Es un trapezoide con dos pares de lados consecutivos iguales, siendo el primer par de lados diferente al segundo par de lados, también conocido como trapezoide simétrico.
Las diagonales de un deltoide se cortan formando un ángulo recto y por consiguiente su área es igual al semiproducto de las diagonales, esto es:
{\displaystyle A={\frac {d_{1}\cdot d_{2}}{2}}}
También puede hallarse el área como {\displaystyle A=a\;b\;\operatorname {sen} \alpha } siendo {\displaystyle a} y {\displaystyle b} la longitud de los lados diferentes, y {\displaystyle \alpha } el ángulo entre ellos (como se muestra en la imagen). Si el ángulo  {\displaystyle \alpha } es recto, entonces se puede circunscribir una circunferencia al deltoide, dado que por simetría en torno a la diagonal más larga se generan dos triángulos rectángulos congruentes. Al trazar la transversal de gravedad desde el vértice correspondiente al ángulo recto hacia la hipotenusa de estos triángulos encontramos el centro de la circunferencia circunscrita que equidista de los vértices de ambos triángulos y por lo tanto de los vértices del deltoide.
Todo deltoide se puede circunscribir a una circunferencia, dado que dos de las bisectrices de sus ángulos coinciden con el eje de simetría, al que las otras dos cortan en el mismo punto, que por tanto se halla a la misma distancia de los cuatro lados. El deltoide puede ser cóncavo o convexo, con las mismas propiedades geométricas. Al deltoide cóncavo se le suele llamar punta de flecha[cita requerida]. Al deltoide convexo se le suele llamar cometa o barrilete (kite en inglés).
Las diagonales de un deltoide convexo determinan cuatro triángulos rectángulos, dos a dos congruentes.